# Поклек-над-Бланцо
Поклек-над-Бланцо (словен. Poklek nad Blanco) — поселення в общині Севниця, Споднєпосавський регіон, Словенія. Висота над рівнем моря: 352,9 м.